# Brumlebassen
Brumlebassen — пятый студийный альбом норвежской фолк-метал-группы Trollfest.

## Об альбоме
Музыка Trollfest достаточно сложна, а число партий разнообразных инструментов и их наслоений действительно впечатляет. Отмечается также рост числа более спокойных композиций.

## Список композиций
| №   | Название                      | Длительность |
| --- | ----------------------------- | ------------ |
| 1.  | «Brumlebassen»                | 5:38         |
| 2.  | «Böse tivoli»                 | 4:07         |
| 3.  | «Illsint»                     | 3:06         |
| 4.  | «Hevlette»                    | 1:48         |
| 5.  | «Finsken, norsken og presten» | 4:31         |
| 6.  | «Mystisk maskert»             | 1:45         |
| 7.  | «Apis Mellifera»              | 4:33         |
| 8.  | «Trinkentroll»                | 3:09         |
| 9.  | «Verboten kjærleik»           | 4:04         |
| 10. | «Bråk»                        | 4:12         |
| 11. | «Sellout»                     | 4:30         |
| 12. | «Rundt bålet»                 | 1:59         |
| 13. | «Konterbier »                 | 4:35         |

## Над альбомом работали

### Участники группы
- Psychotroll — Bass
- Trollbank — Drums
- Mr. Seidel — Guitars
- DrekkaDag — Saxophone
- Trollmannen — Vocals
- Manskow — Accordion, Banjo
- Per Spelemann — Guitars

### Приглашённые музыканты
- Mariangela Demurtas — Vocals (female) (track 11)
- Mathias Lillmåns — Vocals (additional) (track 5)

### Прочие
- Jonas Darnell — Artwork